# Kloster Buckow
Das Kloster Buckow (wendisch: Bucowe, lateinisch: Bucovia) war ein Zisterzienserkloster in Hinterpommern.

## Geographische Lage
Das Kloster Buckow lag im Dorf Buckow (auch See Buckow) am Buckower See in Hinterpommern, rund zehn Kilometer südwestlich von Rügenwalde.

## Geschichte
Die Landschaft der späteren Klostergründung hatte den Ratiboriden, einer Seitenlinie des in Pommern regierenden Greifenhauses, gehört. Nach dem Aussterben der Ratiboriden mit Ratibor II. kam es zu Erbstreitigkeiten, in denen sich Herzog Swantopolk II. von Pommerellen gegen die Greifen Wartislaw III. und Barnim I. durchsetzte.
Herzog Swantopolk II. schenkte im Jahre 1248 dem in Mecklenburg gelegenen Kloster Dargun zur Anlage eines neuen Klosters den Ort Büssow („Borisowe“) nebst einer Mühlenanlage an der Grabow. Das Kloster Dargun stand in der Filiation von der Primarabtei Morimond über Kloster Kamp, Kloster Amelungsborn und Kloster Doberan. Im selben Jahr schenkte Herzog Swantopolk II. auch das Dorf Pirbstow („Pristowe“). Eine Klostergründung in Büsow ist jedoch nicht erfolgt. 
Im Jahre 1252 erweiterte Herzog Swantopolk II. seine Schenkung um die Dörfer Buckow, Böbbelin, Jesitz (nur hier genannt) und Damerow. Ferner bestätigten die pommerschen Herzöge Wartislaw III. und Barnim I. das Kloster, so dass die Schenkungen auch Bestand haben sollten, falls das Land wieder unter pommersche Herrschaft gelangen sollte. Im Jahre 1252 wurde nunmehr das Kloster in Buckow gegründet. Ein Konvent bestand jedenfalls im Jahre 1253 noch nicht, er wurde wohl im Jahre 1260 eingeführt.
Das infolge seiner Grenzlage mehrfach zerstörte Kloster wurde mit Einführung der Reformation 1535 aufgehoben. Letzter Abt war Heinrich Kresse, der Anfang des 16. Jahrhunderts den großen spätgotischen Flügelaltar in der Kirche gestiftet hat, der heute im Museum in Stolp (Słupsk) steht. Die Klosteranlage befand sich in unmittelbarer Nähe der heutigen Dorfkirche Bukowo Morskie. Von der Reformation bis 1945 war diese Kirche evangelische Pfarrkirche; der nach 1945 zugewanderten polnischen Gemeinde dient sie seither als katholisches Gotteshaus.

## Bauten und Anlage
Die Klosteranlage des Klosters Buckow ist nicht erhalten.
Die Dorfkirche von See Buckow, ein gotischer Ziegelbau, wurde lange Zeit als die erhaltene Klosterkirche des Klosters Buckow angesehen. Ausgrabungen, die von 1995 bis 1997 durchgeführt wurden, haben jedoch ergeben, dass das Gelände um die Kirche keine Spuren einer Bebauung aufweist. Die Klosteranlage wird heute etwa 300 Meter nördlich der Kirche, auf einer am Südufer des Mühlenbachs gelegenen Anhöhe vermutet. Die heutige Dorfkirche war offenbar von vornherein als Pfarrkirche für Buckow und die umliegenden Dörfer errichtet worden.